# Mandevilla longipes
Mandevilla longipes är en oleanderväxtart som beskrevs av R. E. Woodson. Mandevilla longipes ingår i släktet Mandevilla och familjen oleanderväxter. Inga underarter finns listade i Catalogue of Life.